# Gauntlet II
Gauntlet II è un videogioco d'azione arcade del 1986, sviluppato e pubblicato dalla Atari Games. Si tratta del primo sequel del popolare videogioco del 1985 Gauntlet. Gauntlet II, come il suo predecessore, è un videogioco di genere hack 'n slash di ambientazione fantasy. Gauntlet II fu successivamente convertito per numerosi sistemi home computer e console, pubblicate negli Stati Uniti dalla Mindscape ed in Europa dalla U.S. Gold. Una conversione della versione arcade del titolo è stata resa disponibile per il download per PlayStation 3 il 3 maggio 2007.